# همام سعيد
همام سعيد (1944-). دكتوراه وعالم أكاديمي في الحديث النبوي وباحث ومؤلف في العلوم الإسلامية . مراقب عام سابق لجماعة الإخوان المسلمين في الأردن خلفا للشيخ سالم الفلاحات يوم 30 أبريل، 2008، 23-4-1429 هـ. عضو مجلس النواب الأردني من 1989-1997م.

## البيوغرافيا
ولد الدكتور همام عبد الرحيم سعيد في جنين كفر راعي، محافظة جنين، فلسطين،عام 1944م ، انتخب مراقبا عاما لجماعة الإخوان المسلمين في الأردن خلفا للشيخ سالم الفلاحات يوم 30 أبريل، 2008 ،كما أعيد انتخابه مراقباً عاماً لجماعة الإخوان المسلمين في الأردن لدورة جديدة يوم 30 أبريل، 2012، 9-6-1433 هـ ، ويعمل حاليا مدير مركز دراسات السنة النبوية الشريفة، عمان- الأردن.

## السيرة العلمية
- ليسانس في الشريعة الإسلامية من كلية الشريعة، بتقدير جيد جداً، وبترتيب الأول على الدفعة، جامعة دمشق عام 1965م.
- ماجستير في الحديث وعلومه من كلية أصول الدين، جامعة الأزهر، بتقدير امتياز 1974م.
- دكتوراه في الحديث وعلومه من كلية أصول الدين، جامعة الأزهر، 1977م، وموضوع الرسالة (شرح علل الترمذي لابن رجب الحنبلي.. دراسة وتحقيقاً)، واستحقت هذه الرسالة مرتبة الشرف الأولى مع التوصية بالطباعة والتبادل بين الجامعات.
- دبلوم في العلوم التربوية من كلية التربية من الجامعة الأردنية، 1970م.
- دراسات في مقارنة الأديان من جامعة Temple في فيلادلفيا _ الولايات المتحدة الأمريكية، 1979م

## السيرة العملية
- مدرس الثقافة الإسلامية بالكلية العلمية الإسلامية، عمان الأردن، 1965-1970م.
- معيد في كلية الشريعة _ الجامعة الأردنية 1970- 1971م.
- محاضر في كلية الشريعة - الجامعة الأردنية 1974-1975م.
- أستاذ مساعد في كلية الشريعة – الجامعة الأردنية 1977- 1982م.
- أستاذ مشارك في كلية الشريعة – الجامعة الأردنية 1982-1988م.
- أستاذ مشارك في جامعة الزرقاء الأهلية- الأردن، 2004م.
- عضو مجلس النواب الأردني من 1989-1997م.
- مستشار شرعي في المستشفى الإسلامي من 1998- 2006م.

• مدير مركز دراسات السنة النبوية من 2006 وحتى الآن.

## المؤلفات والإنتاج العلمي
1. العلل في الحديث، طبع دار العدوي، عمان1980م.
2. المعين في طبقات المحدثين، تحقيق ودراسة، دار الفرقان، 1982م.
3. قواعد الدعوة إلى الله، عدة طبعات عن دار الفرقان عمان، ودار الوفاء القاهرة.
4. الفكر المنهجي عند المحدثين، كتاب الأمة، عن مجلة الأمة، قطر.
5. شرح علل الترمذي، عدة طبعات، المنار عمان، والرازي بعمان، والرشد بالرياض.
6. سيرة ابن هشام تحقيق، بمشاركة الدكتور محمد أبو صعيليك، دار المنار، عمَّان 1986.
7. التمهيد في علوم الحديث، دار الأرقم، عمَّان، 1990م.
8. علوم الحديث، جامعة القدس المفتوحة، 1994م.
9. تخريج الحديث، جامعة القدس المفتوحة، 1996م.
10. السيرة النبوية كليات المعلمين، سلطنة عُمان، مؤلف مشارك 1983م.
11. علوم القرآن كليات المعلمين، سلطنة عُمان، مؤلف مشارك 1984م.
12. أصول الفقه كليات المعلمين، سلطنة عُمان، مؤلف مشارك 1985م.
13. كتب الثقافة الإسلامية، 10 أجزاء، مجلس الثقافة بجمعية المركز الإسلامي، مؤلف مشارك 1996- 2000م.
14. كتاب الثقافة الإسلامية، وزارة التربية والتعليم، البحرين 1992م.
15. كتب الثقافة الإسلامية للمدارس الثانوية، وزارة التربية والتعليم الإمارات.
16. كتب الثقافة الإسلامية للمدارس الثانوية، وزارة التربية والتعليم، الأردن.
17. كتاب الدليل التصنيفي، المعهد العالمي للفكر الإسلامي، عمَّان، 1994م.
18. كتاب الفتن وأشراط الساعة، تحت الطبع.

## بحوث علمية محكمة
1. الوضع القانوني لأهل الذمة، مجلة دراسات الجامعة الأردنية 1980م.
2. فتنة الأهواء والفرق، مجلة دراسات – الجامعة الأردنية، 1982م.
3. استخدام الحاسوب في العلوم الشرعية، مجلة مجمع الفقه الإسلامي جدة 1990م.

## مشاركات علمية أخرى
- أستاذ زائر في جامعة الجزائر 1985م.
- أستاذ زائر في جامعة الزيتونة تونس 1986.
- أستاذ زائر في جامعة الإمام محمد بن سعود 1987م.

## الإشراف على رسائل جامعية ومناقشتها
الإشراف على عشرات الرسائل الجامعية في كلية الشريعة وفي كلية التربية، بالجامعة الأردنية، وغيرها، ومناقشة العشرات من الرسائل الجامعية في برنامجي الماجستير والدكتوراه في عدد من الجامعات.

## تحكيم البحوث العلمية والترقيات الأكاديمية
محكّم في المجلات العلمية التالية:
1. مجلة دراسات – الجامعة الأردنية.
2. مجلة دراسات اليرموك- جامعة اليرموك.
3. مجلة الشريعة والدراسات الإسلامية - جامعة الكويت.
4. مجلس النشر العلمي في جامعة الكويت.
5. مجلة جامعة الزرقاء الأهلية.
6. مجلة الجامعة الإسلامية في غزة.
7. موسوعة التصنيف الموضوعي للسنة النبوية الشريفة.